# Arrigo Sacchi
Arrigo Sacchi (Fusignano, 1946. április 1. –) egykori olasz labdarúgó, szakvezető, az olasz labdarúgó-válogatott volt szövetségi kapitánya (1991-1996-ig), valamint az AC Milan szakvezetője két alkalommal is (1987-1991-ig, 1996–1997-ig). A modern terület védekezés megalkotója (átlós védekezés négyes láncokkal).
A válogatott menedzsereként Sacchi segített Olaszországnak bejutni az 1994-es labdarúgó világbajnokság döntőjébe, ahol azonban büntetőkkel vereséget szenvedtek Brazília legjobbjaitól.
Klubszinten az AC Milan csapatával ért el fantasztikus sikereket. Első szezonjában 1988-ban megnyerte a Serie A küzdelmeit és bajnok lett csapatával, illetve megnyerte az olasz Szuperkupát is. 1989-ben eddigi sikereit is túlszárnyalva Bajnokok Ligája győzelemre vezette a Milan csapatát, amit egy évvel később sikerült megismételnie. 1989-ben és 1990-ben ezek mellett elhódította az Európai Szuperkupát valamint az interkontinentális kupát is.[forrás?]

## Kezdetek
Sacchi gyermekkorában a Budapest Honvéd FC és a Real Madrid CF csapatát, illetve a brazil és német válogatottat csodálta, azok támadó szellemisége miatt. Egy helyi csapatban, a Baracca Lugo-ban kezdte meg edzői pályáját, ott, ahol játékosként nem sikerült beverekednie magát a kezdőcsapatba.[forrás?] Ő maga így nyilatkozott ezzel az időszakkal kapcsolatban:
"26 éves voltam, miközben az egyik kapusom harminckilenc, a középcsatárom pedig harminckettő. Nehéz volt meggyőznöm őket."
A következőkben a Bellaria csapatánál volt edző, majd csatlakozott a Serie B-s A.C. Cesena akadémiájához. Ezután a Rimini-hez igazolt, ahol kis híján a Serie C1 bajnokai lettek.[forrás?]
A valódi áttörést számára a Fiorentina hozta el, ahova ifjúsági edzőként szerződött. A Parma Serie C1-es csapatának felkeltette érdeklődését, és kis idő elteltével el is csábították őt. Az együttes az első szezon végén feljutott a másodosztályba, a következő idényben pedig a Serie A-ba is majdnem felkerültek, mindössze három pont hiányzott ehhez.[forrás?] A Parmával nem csak a bajnokságban ért el sikereket, a Coppa Italia-ban például a Milan csapatát kétszer is meg tudták verni. A Milan ennek hatására érdeklődni is kezdett Sacchiért, maga Berlusconi, az elnök egyenesen lelkesedett a fiatal menedzserért, és amint lehetőség adódott rá, le is igazolta.[forrás?]

## AC Milan
A Milannál Sacchi komoly problémákba ütközött, már a kezdeteknél. Az olasz sajtó minduntalan játékos-pályafutásának hiányát pedzegette, állítva, hogy Sacchi azért nem válhat sikeres edzővé, mert a pályán sem ért el sikereket. Gyakran mondogatták, hogy valószínűleg Berlusconi is jobb játékos volt, mint a vezetőedző. Sacchi akkor a következőket mondta:
"Sosem gondoltam volna, hogy ahhoz, hogy valaki zsoké legyen, előtte lónak is kell lennie."
Sacchi a sajtó kritikái ellenére sikeres tudott lenni a Milannál, a csapat kilenc szezon után először tudta megnyerni a Serie A-t, majd az olasz szuperkupát is elhódították. A sikerek nagymértékben voltak köszönhetőek annak a holland triónak, amelyet ő vásárolt össze: Marco van Basten, Ruud Gullit és Frank Rijkaard. De nemcsak ők működtek közre, Sacchi olyan játékosokat tudhatott csapatában, mint Roberto Donadoni, Franco Baresi, Alessandro Costacurta, Mauro Tassotti és Paolo Maldini.
Sacchi első európai kupadöntőjét a Steaua Bucuresti csapata ellen játszotta, 1989-ben, ahol 4-0 arányban nyerni tudtak. A gólokat Gullit, és van Basten szerezték, a Milan pedig az első európai trófeáját ünnepelhette húsz év után. A döntőig vezető úton a Real Madridot is megverték, nem is akárhogyan, az elődöntők összesítése 6-1 Sacchiék javára. A negyeddöntőben a Werder Bremen csapatán jutottak túl (1-0).A második forduló legemlékezetesebb pillanatai azonban nem a gólhoz, hanem sokkal inkább Donadonihoz köthetők: a középpályás súlyos sérülése után eszméletét elvesztve került a földre, életét a Red Star Belgrade fizioterapeutája mentette meg. Az első találkozón 1-1-es eredmény született, a 64. percben azonban vége szakadt a meccsnek – a fentiek miatt -, a visszavágó pedig tizenegyesekkel dőlt el.[forrás?]
Annak ellenére, hogy a csapat már nem volt olyan kiegyensúlyozott, és kitűnő, mint az első szezonban, a másodikban is értek el sikereket. A három holland sztárnak hála ismét a döntőig meneteltek, ahol újfent győzni tudtak, ezúttal Frank Rijkaard góljával. Sacchi megnyerte az Európai Szuperkupát, majd az Interkontinentális Kupát is, a Coppa Italiában pedig a döntőig jutottak el (itt a Juventus állta útjukat).[forrás?]
A rákövetkező szezonban csak másodikok lettek a bajnokságban, ráadásul a kupából is kiestek. Ez volt Sacchi utolsó szezonja Milánóban.

## Olasz válogatott
Sacchi 1991-ben került hazája nemzeti csapatához, Azeglio Vicinit váltotta. Nagyrészt olyan játékosokat válogatott be, akiket a Milanban edzett – ez a védelemre hatványozottan elmondható, a válogatottban is Maldini és Baresi alkotta a hátvédsor vázát. A támadók esetében az 1993-as aranylabdás, Roberto Baggio volt a legkiemelkedőbb játékos, a csatár a Juventusból került beválogatásra. Az Azzuri-ból mindenképp említésre szorul Gianluca Vialli, Roberto Mancini, Giuseppe Bergomi, illetve Walter Zenga.
Sacchi sikeresen jutott túl csapatával az 1994-es Világbajnokság selejtezőin. Annak ellenére, hogy nem számoltak velük favoritként, és hogy 1-0-ra elveszítették legelső mérkőzésüket, a döntőig meneteltek, ahol aztán Brazília válogatottjától szenvedtek vereséget tizenegyespárbajban. Sacchi irányítása alatt Olaszországnak sikerült kvalifikálnia magát az 1996-os Európa-bajnokságra is, ott azonban már a csoportkörben kiestek.[forrás?]

## Utolsó évek
Miután Sacchi elhagyta az olasz válogatottat, visszatért az AC Milanhoz, hogy Óscar Tabárezt váltva újfent ő legyen a csapat vezetőedzője. A második milánói időszaka már jóval sikertelenebb volt, mint az első, a bajnokságban a 11. helyen végeztek, a csapat valaha volt legrosszabb Serie A-s eredményét produkálva.[forrás?]
Egy rövid ideig eligazolt Spanyolországba, ahol az Atlético Madrid csapatát vette át, azonban a bajnokságban elért 13. helyével nem győzte meg a madridiakat, és egy szezon után távozott. Később visszatért a városba, de már a rivális Real Madridhoz, hogy sportigazgatóként dolgozzon, majd visszatért a Parmába, hogy Alberto Malesani vezetőedzőt váltva, egy eredménytelen szezon után végleg visszavonuljon. A csapat kispadján Renzo Ulivieri váltotta.

## Sikerei, díjai

### Válogatott
- Olaszország
  - Világbajnoki ezüstérmes: 1994

### Csapattal
- AC Milan
  - Olasz bajnok: 1988
  - Olasz Szuperkupa győztes: 1988
  - BEK győztes: 1989, 1990
  - Európai Szuperkupa győztes: 1989, 1990
  - Interkontinentális kupagyőztes: 1989, 1990

### Egyéni díjak
- World Soccer – Az év edzője: 1989

## Magyarul megjelent művei
- Arrigo Sacchi: Halhatatlanok. Így forradalmasítottam a labdarúgást az AC Milannal. AC Milan 1989; közrem. Luigi Garlando, ford. Bán Tibor; G-Adam, Bp., 2022